# Kingston (Utah)
Kingston es una localidad del condado de Piute, estado de Utah, Estados Unidos. Según el censo de 2000 la población era de 142 habitantes.

## Geografía
Kingston se encuentra en las coordenadas 38°12′27″N 112°11′12″O / 38.20750, -112.18667.
Según la oficina del censo de Estados Unidos, la localidad tiene una superficie total de 13,8 km². No tiene superficie cubierta de agua.